# Bàn làm việc

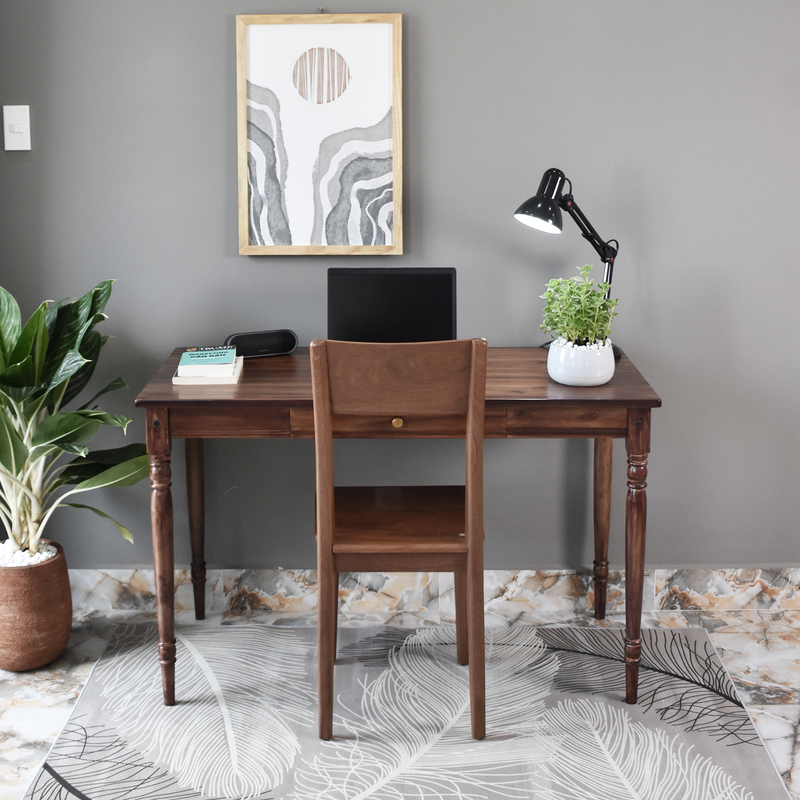
Một bộ bàn làm việc bằng gỗ ở Việt Nam

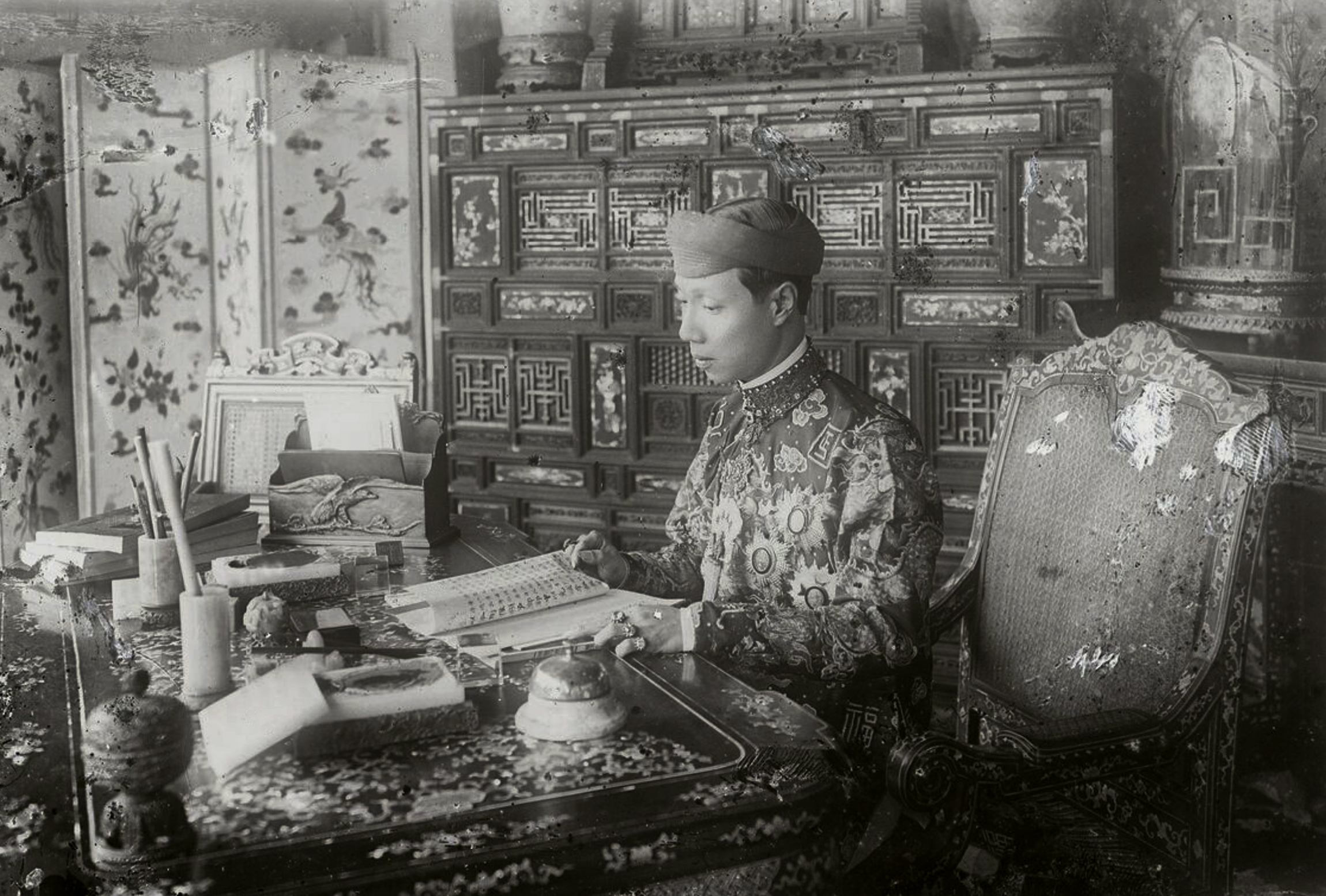
Hình chụp vua Khải Định đang ngự bút phê chuẩn tấu tại bàn làm việc năm 1916

Bàn làm việc (Desk) hay còn gọi là bàn giấy là một món đồ nội thất có bề mặt kiểu cái bàn phẳng được bố trí sử dụng để làm việc trong trường học, văn phòng, ở nhà hoặc nơi tương tự dành cho các hoạt động học tập, làm việc, gaming tác nghiệp hoặc sinh hoạt gia đình như đọc, viết hoặc sử dụng thiết bị như máy tính để bàn. Bàn làm việc ikea thường có một hoặc nhiều ngăn kéo, ngăn bàn hoặc ngăn kéo để đựng các vật dụng như đồ dùng văn phòng, văn phòng phẩm, giấy tờ. Bàn học sinh có thể là bất kỳ dạng bàn nào dành cho học sinh tiểu học, học sinh trung học hoặc sau trung học sử dụng. Anna Breadin đã thiết kế và cấp bằng sáng chế cho một chiếc bàn học nguyên khối vào cuối những năm 1880, được chế tạo với phần bàn được gắn phía trước một chiếc ghế gỗ và tựa lưng. Trước đó, hầu hết học sinh ở Mỹ đều ngồi trên ghế hoặc ghế dài với bàn dài.
Bàn làm việc thường được làm bằng gỗ hoặc kim loại, mặc dù đôi khi cũng thấy những vật liệu như kính. Một số bàn có dạng bàn nội thất khá kiểu cách, mặc dù thông thường chỉ có một bên của bàn là phù hợp để ngồi (có một số trường hợp ngoại lệ, chẳng hạn như bàn tiện lợi), không giống như hầu hết các kiểu bàn thông thường. Một số bàn không có dạng bàn, chẳng hạn như bàn tủ là một chiếc bàn được làm bên trong một tủ giống như một tủ quần áo lớn và một cái bàn di động đủ nhẹ để đặt trên lòng một người. Vì nhiều người dựa vào bàn khi sử dụng nên bàn phải chắc chắn. Trong hầu hết các trường hợp, mọi người ngồi trên một cái ghế riêng biệt hoặc một chiếc ghế tích hợp cạnh cái bàn làm việc, ví dụ ở một số bàn học, một số người sử dụng kiểu bàn đứng để có thể đứng khi sử dụng.
Đồ nội thất kiểu bàn dường như không được sử dụng ở thời cổ điển hoặc ở các trung tâm văn minh cổ xưa khác ở Trung Đông hoặc Viễn Đông, nhưng không có bằng chứng cụ thể về việc này. Các hình vẽ minh họa thời Trung cổ cho thấy những món đồ nội thất đầu tiên dường như được thiết kế và chế tạo để đọc và viết. Trước khi phát minh ra loại máy in di động máy in vào thế kỷ XV, bất kỳ người đọc nào cũng có khả năng là nhà văn hoặc nhà xuất bản hoặc cả hai, vì bất kỳ sách hoặc tài liệu nào khác đều phải được sao chép bằng tay. Bàn làm việc được thiết kế với các khe và móc dành cho việc đánh dấu và để đựng dụng cụ viết, chẵng hạn như bộ văn phòng tứ bảo. Vì khối lượng bản thảo đôi khi lớn và nặng nên bàn làm việc thời đó thường có cấu trúc đồ sộ khệnh khạng. Các dạng bàn làm việc cơ bản được phát triển chủ yếu vào thế kỷ XVII và XVIII, kiểu bàn hiện đại là sự cải tiến của bàn vẽ hoặc bàn soạn thảo phức tạp về mặt cơ học. Nhiều loại giấy tờ và thư từ hơn cần phải để trên bàn làm việc dẫn đến nhu cầu về những chiếc bàn phức tạp hơn và những chiếc bàn chuyên dụng hơn, chẳng hạn như bàn có nắp cuộn, một biến thể có thanh trượt được sản xuất hàng loạt của bàn hình trụ cổ điển.